# ولز فارگو سنتر ساکرامنتو
ولز فارگو سنتر ساکرامنتو، (به انگلیسی: Wells Fargo Center) آسمان‌خراش ۳۰ طبقه به ارتفاع ۱۲۹ متر، با کاربری اداری-تجاری است، که در شهر ساکرامنتو، کالیفرنیا، ایالات متحده آمریکا مستقر می‌باشد. پروژه ساخت این ساختمان در سال ۱۹۹۰ آغاز شد و در سال ۱۹۹۲ تکمیل و افتتاح گردید. شعبه مرکزی ولز فارگو ساکرامنتو در این ساختمان مستقر می‌باشد.

## نگارخانه

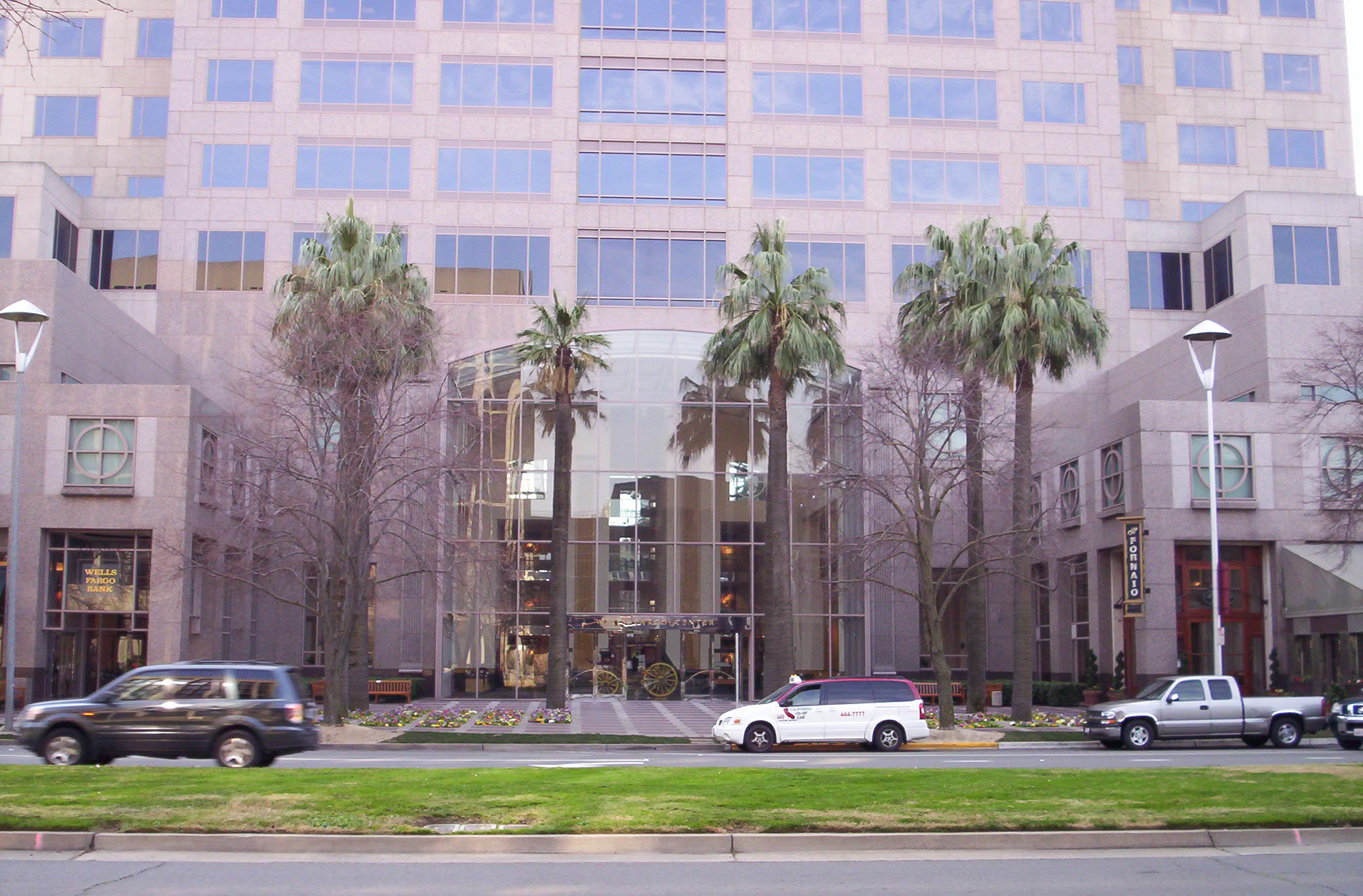
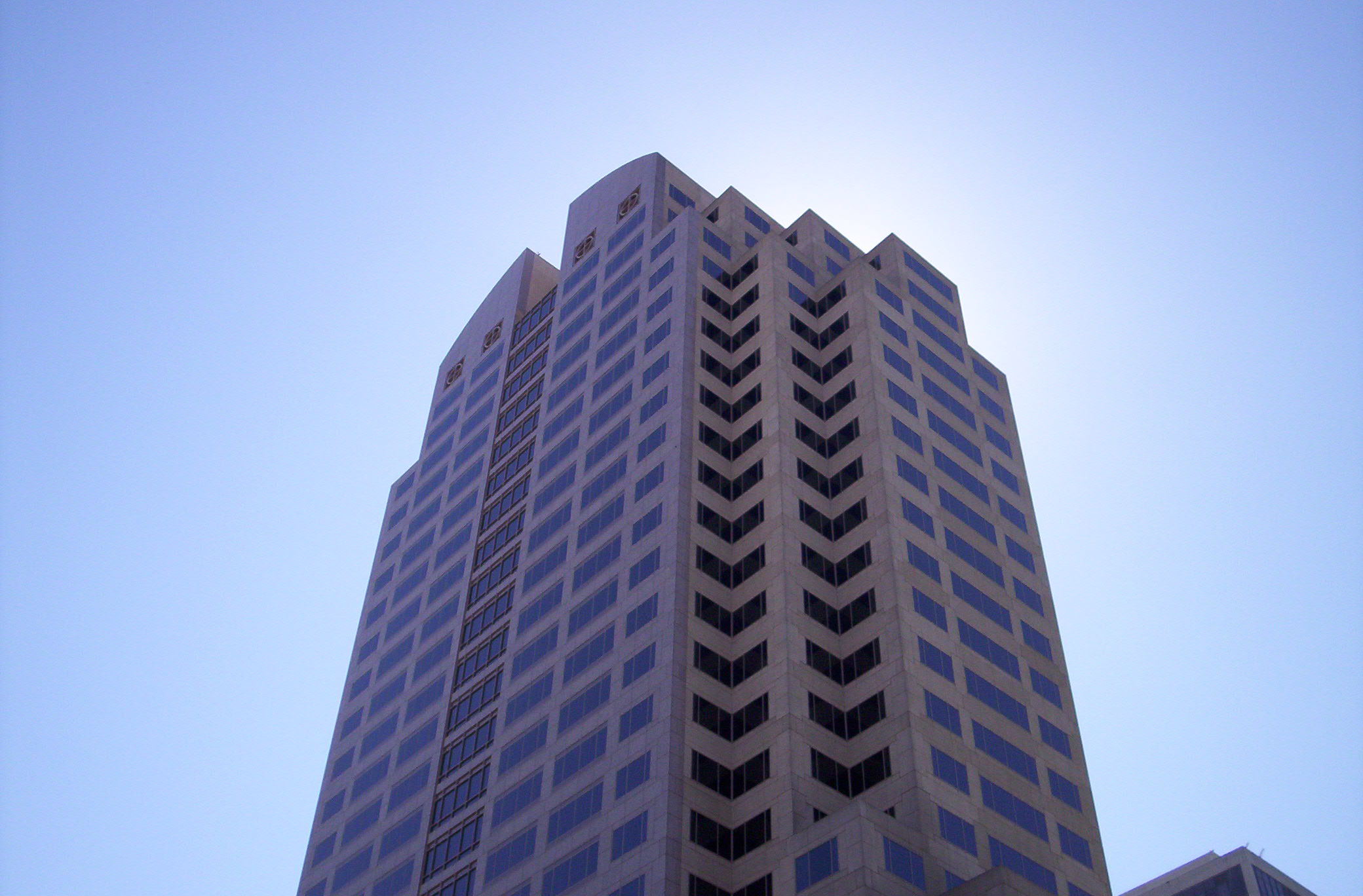
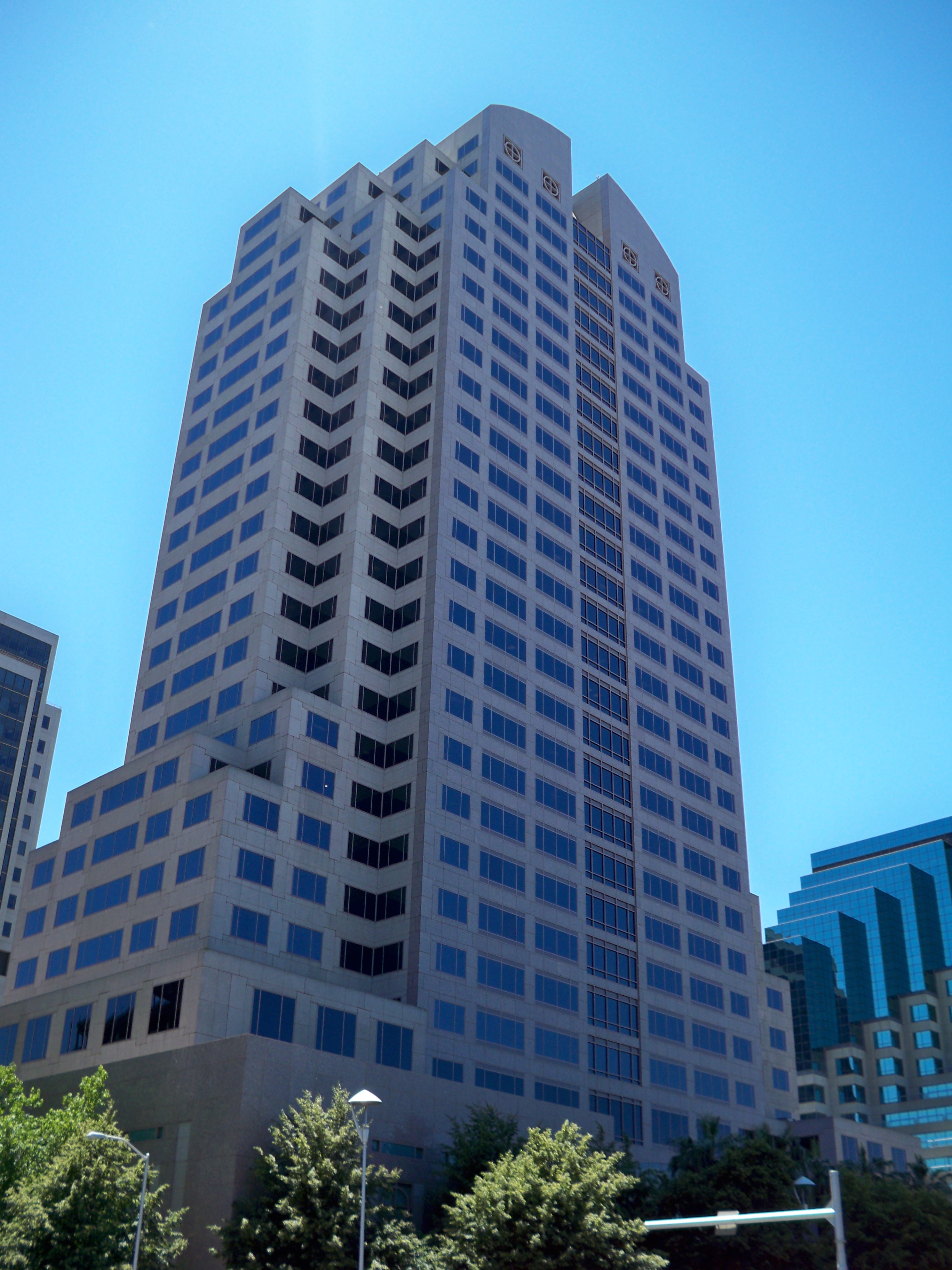